# الیزابت داین
الیزابت داین (فرانسوی: Élisabeth d'Ayen‎; ۲۷ اکتبر ۱۸۹۸ – ۷ دسامبر ۱۹۶۹) تنیس‌باز اهل فرانسه بود.